# Neobythitoides serratus
Neobythitoides serratus is een straalvinnige vissensoort uit de familie van naaldvissen (Ophidiidae). De wetenschappelijke naam van de soort is voor het eerst geldig gepubliceerd in 2006 door Nielsen & Machida.